# Manfred Eichhorn (Schriftsteller)

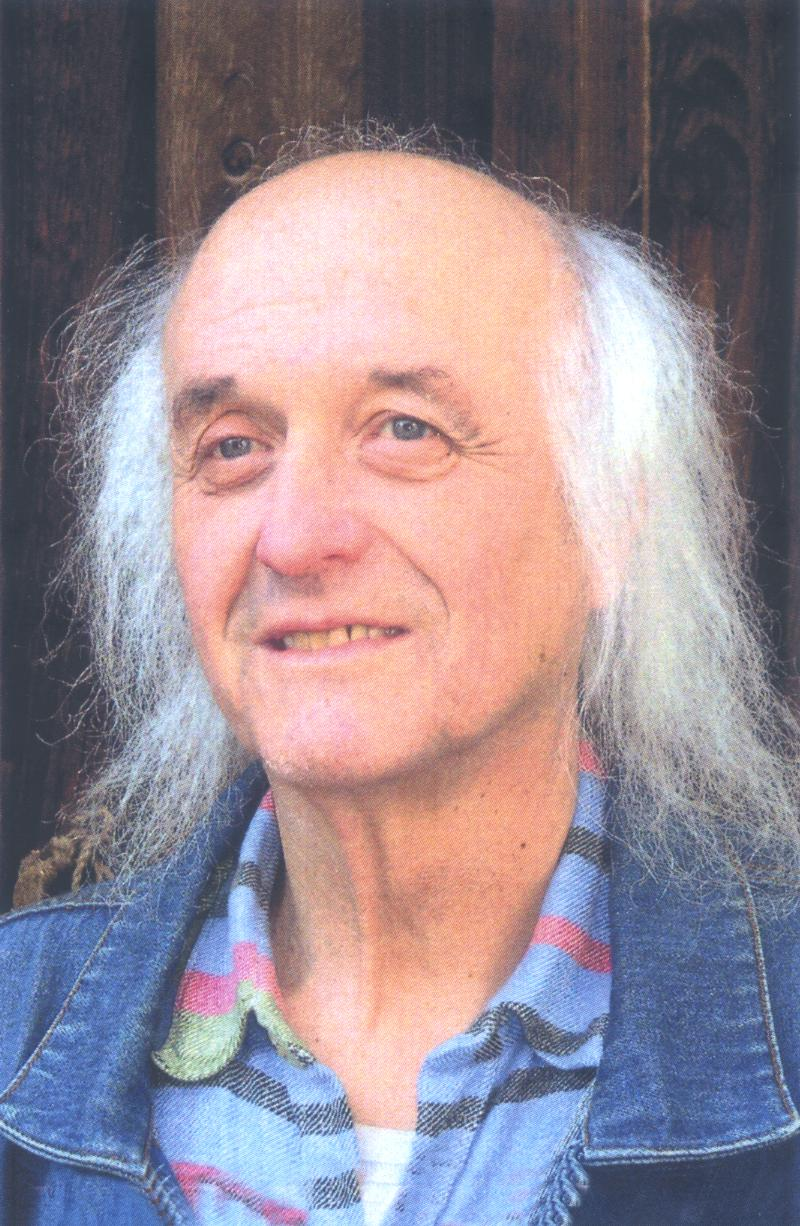
Manfred Eichhorn (2015)

Manfred Eichhorn (* 12. Januar 1951 in Ulm-Söflingen; † 1. August 2023 in Beuren bei Pfaffenhofen an der Roth) war ein deutscher Autor, Lyriker und schwäbischer Mundart-Dichter.

## Leben und Werk
Im Alter von 16 Jahren schrieb Manfred Eichhorn seinen ersten, allerdings unveröffentlichten Roman. Der gelernte Buchhändler eröffnete am 3. April 1973 in Ulm eine Buchhandlung, die über 40 Jahre bestand.
Sein erstes eigenes Buch brachte er 1974 mit dem Gedichtband Illusion der Gräser im Bläschke Verlag heraus.
Anschließend veröffentlichte er neben Theaterstücken in schwäbischer Mundart, verlegt vom Deutschen Theaterverlag, Romane, Erzählungen, Märchen und Lyrik. Hinzu kamen seit 1993 mit Dieses Pferd und kein anderes (Herder) zahlreiche Kinder- und Jugendbücher, etwa die Trilogie um das Pony Mulle aus den Jahren 1995/1996 für Kinder von acht bis zehn Jahren. Für sein Singspiel Schwabenoper „komponierte“ er auch Musik, indem er diese einem Musikprofessor vorsummte, der sie in Noten setzte. Manche seiner Melodien lehnte Eichhorn an traditionelle tibetische Weisen an. Das Singspiel ist Teil seines breitgefächerten Schaffens, kam indes nie zur Aufführung.
Seine 1995 erschienene Schwäbische Weihnacht wurde als Vierteiler, gelesen von Walter Schultheiß, in den Jahren 1996 bis 1998 im Adventsprogramm des SWR-Fernsehens gesendet. Eichhorn selbst las sie auf Veranstaltungen in der Adventszeit rund 20 Jahre lang, häufig musikalisch begleitet von Freunden, die als die eigens dafür geschaffene Band „Schwobaengel“ auftraten.
Anstoß für seine zwischen 2002 und 2004 erschienenen Bände Hennadäpper, Die Zukunft war schön und Kaffee, mein Leben war Manfred Eichhorns eigene Kindheitsgeschichte. Seine Kindheit und Jugenderlebnisse waren außerdem Grundlage der 2009 und 2010 erschienenen Bände Aufgewachsen in Ulm, wobei der Band über das Aufwachsen in den 1940er und 1950er Jahren in Zusammenarbeit mit dem älteren Sigmar Reichert entstand.
Zuletzt erweiterte Manfred Eichhorn seine Palette um Regionalkrimis, darunter die von 2008 bis 2020 entstandenen sechs Bände um den schwäbischen Kommissar Lott, für die Eichhorn sich intensiv von der Ulmer Polizei beraten ließ. Die Figur des Kommissars trägt Züge des Autors.
Gleichzeitig war Manfred Eichhorn ein großer Freund der japanischen Kultur und Meditation und insbesondere der japanischen Haiku-Dichtung. Dies inspirierte ihn immer wieder dazu, selbst Haikus auf Schwäbisch zu schreiben und in einem Büchlein zu publizieren.
| Draußa ischs donkel jemand klopft an mei Herz |

Manfred Eichhorn lebte im engen Familienkreis auf einem Gnadenhof, für den er sich auch selbst engagierte, in Beuren bei Pfaffenhofen, wo er mit 72 Jahren verstarb.

## Auszeichnungen
- 1986: Erzählerpreis des Bertelsmann Buchclubs für die Erzählung Die Reise endet am Anfang des Tages[12]
- 1987: Erzählerpreis der Reiterlichen Vereinigung (4. Platz)
- 1994: Söflinger KUSS-Kulturpreis
- 1995: Passagen-Literaturpreis[13]

## Werke (Auswahl)
- Steck Dir einen Vers. Herausgegeben von Manfred Eichhorn und Urs M. Fiechtner. Anthologie mit 60 internationalen Autoren, Grafikern und Fotografen, darunter die Hälfte Erstveröffentlicher. Ankenbauer & Spöhr, Tübingen 1983, ISBN 3-88773-030-5.
- Die Schwäbische Weihnacht. Eine Legende. Silberburg-Verlag, Tübingen 1995, ISBN 3-87407-218-5.
- Ein Platz für Mulle. Mit Bildern von Magdalene Hanke-Basfeld,[14] Herder Verlag, Freiburg im Breisgau 1995, ISBN 3-451-23670-2.
- Kein Tag ohne Mulle. Herder, Freiburg im Breisgau 1995, ISBN 3-451-23671-0.
- Ein neues Jahr mit Mulle. Herder, Freiburg im Breisgau 1996, ISBN 3-451-23672-9.
- Wenn’s draussen friert und schneit. Wintergeschichten. Kaufmann, Lahr 1996, ISBN 3-7806-2420-6.
- Versprecha ond versprocha. Schwäbische Sketsche, Miniaturen und Einakter. Silberburg, Tübingen 1997, ISBN 3-87407-245-2.
- Der Schwäbische Nikolaus. Eine Legende von der Alb. Silberburg, Tübingen 1997, ISBN 3-87407-261-4.
- Schwäbische Weihnachtsgeister. Ein Mundartstück nach Charles Dickens’ Weihnachtsgeschichte. Silberburg, Tübingen 1998, ISBN 3-87407-288-6.
- Umsonschd isch dr Dod. Drei schwäbische Einakter. Silberburg, Tübingen 1998, ISBN 3-87407-271-1.
- Die Schwäbische Passion. Eine Legende. Silberburg, Tübingen 1999, ISBN 3-87407-299-1.
- Das Feuer von Frankenhofen: eine Geschichte aus dem Bauernkrieg 1525. Verlag Heinrich Ellermann, München 1999, ISBN 3-7707-3085-2.
- Das Schwäbische Paradies. Ein Mundartstück. Nach Motiven v. Franz v. Kobell u. Kurt Wilhelm 'Die G'schicht vom Brandner Kaspar'. Silberburg, Tübingen 1999, ISBN 3-87407-339-4.
- Der Weg auf dem Seil. Ein Heimatroman. Eppe, Aulendorf 2000, ISBN 978-3-89089-364-8
- Bauraopfer. Ein schwäbisches Mundartstück in fünf ländlichen Bildern. Silberburg, Tübingen 2000, ISBN 3-87407-366-1.
- Sperrsitz mit Programm. Schwäbische Sketche. Silberburg, Tübingen 2000, ISBN 3-87407-344-0.
- Wenn's draußa langsam dunkel wird. Ein schwäbisches Weihnachtsbuch. Silberburg, Tübingen 2001, ISBN 3-87407-393-9.
- Der Spatz auf dem Dach. Silberburg, Tübingen 2002, ISBN 3-87407-516-8.
- Hennadäpper. Oder: Als die Wachter Hedwig den Regenwurm schluckte. Eine schwäbische Kindheit. Geschichten. Silberburg, Tübingen 2002, ISBN 3-87407-541-9.
- Sam McBratney, Anita Jeram: Woisch du, wia saumäßig i di mag? Übertragen ins Schwäbische von Manfred Eichhorn. Verlag Sauerländer, Düsseldorf 2004, ISBN 3-7941-5054-6.
- Jemand klopft an mei Herz – Schwäbische Haikus. Silberburg, Tübingen, 2006/2008, ISBN 978-3-87407-722-4.
- Frei zum Schuss. Ein Ulm-Krimi. Silberburg, Tübingen 2008, ISBN 978-3-87407-802-3.
- Aufgewachsen in Ulm in den 60er und 70er Jahren. Wartberg, Gudensberg 2009, ISBN 978-3-8313-1999-2
- Aufgewachsen in Ulm in den 40er und 50er Jahren. Wartberg, Gudensberg 2010, ISBN 978-3-8313-1998-5
- Die Maske der Moretta. Ein Ulm-Krimi. Silberburg, Tübingen 2010, ISBN 978-3-87407-881-8.
- Wolfsnächte. Ein Baden-Württemberg Krimi. Silberburg, Tübingen 2012, ISBN 978-3-8425-1216-0.
- Das Feuer von Frankenhofen. Eine Geschichte aus dem Bauernkrieg 1525. Neu aufgelegt von Verlag Klemm & Oelschläger, Ulm 2014, ISBN 978-3-86281-069-7.
- In der Asche schläft die Glut. Ein Baden-Württemberg Krimi. Silberburg, Tübingen 2014, ISBN 978-3-8425-1349-5.
- Jakob Fehrlein und die Wunden von Elchingen. Klemm & Oelschläger, Ulm 2014, ISBN 978-3-86281-071-0.
- Geboren 1951 – Hol dir das Gefühl zurück! Ein Multimedia-Buch. Wartberg, Gudensberg 2015, ISBN 978-3-8313-2851-2
- Schwäbische Weihnachtsgeschichten. Wartberg, Gudensberg 2017, ISBN 978-3-8313-3002-7.[15]
- Schwanenschrei. Gmeiner, Meßkirch 2018, ISBN 978-3-8392-2335-2.[16]
- Ein Haiku für die Leiche. Schwaben-Krimi. Gmeiner, Meßkirch 2020, ISBN 978-3-8392-2471-7.